# Белова, Ирина Олеговна
Ирина Олеговна Бело́ва (28 декабря 1980, Заволжье, Горьковская область, РСФСР, СССР) — российская гимнастка, бронзовый призёр чемпионата России (1996), двукратный серебряный призёр чемпионата России (1997), трёхкратная чемпионка Европы (1997, 2001), двукратная чемпионка мира (1998, 1999), двукратный серебряный призёр чемпионата мира, двукратный бронзовый призёр чемпионата мира (1998, 1999), трёхкратный серебряный призёр чемпионата Европы, олимпийская чемпионка (2000) в групповых упражнениях, заслуженный мастер спорта (2000). Выступает за ВФСО «Динамо» (Нижний Новгород).

## Биография
Художественной гимнастикой занимается с пяти лет, её первым тренером стала мать — Л. В. Белова. В настоящее время её тренером является Н. Б. Тишина.
В 1988 году стала призёром матчевой встречи городов России, в 9 лет выполнила норматив первого спортивного разряда.
В 1992 году зачислена в училище олимпийского резерва № 1 города Нижнего Новгорода и в этом же году выполнила норматив кандидата в мастера спорта.
В 1994 году впервые включена в состав сборной команды России в групповых упражнениях.
В 1995 году выполнила норматив мастера спорта России, в 1996 году в составе сборной команды Нижегородской области стала бронзовым призёром чемпионата России в групповых упражнениях, а в 1997 году — дважды серебряным призёром.
В 1997—1999 годах неоднократно становилась в составе сборной России победительницей и призёром международных турниров в Нидерландах, Австрии, ФРГ, Испании, Франции, Италии. В 1997 году впервые завоевала две золотые медали на чемпионате Европы в Греции, а в 1998 году на чемпионате мира в Испании — золотую и бронзовую медали.
В 1999 году в Венгрии становится трёхкратным серебряным призёром чемпионата Европы, а на чемпионате мира в Японии в составе сборной России завоевала золотую, серебряную и бронзовую медали.
В 2000 году в составе российской сборной стала олимпийской чемпионкой по художественной гимнастике в групповых упражнениях.
Постановлением городской Думы города Заволжья от 1 августа 2001 года Беловой (Телятниковой) Ирине Олеговне присвоено звание «Почётный гражданин города Заволжья».
Награждена Почетным Знаком «За заслуги в развитии физической культуры и спорта» (2001), орденом Дружбы (2001).
На заседании Центральной избирательной комиссии 10 октября 2011 года зарегистрирована в качестве депутата Государственной Думы Федерального Собрания Российской Федерации пятого созыва.